# 2010년 MTV 무비 어워드
제19회 MTV 무비 & TV 어워드는 2010년 6월 6일에 열린 시상식이다.

## 수상 및 후보

### 최고의 영화상
- 뉴 문 - 크리스 웨이츠 수상
- 이상한 나라의 앨리스 - 팀 버튼
- 아바타 - 제임스 카메론
- 해리 포터와 혼혈 왕자 - 데이빗 예이츠
- 더 행오버 - 토드 필립스

### 최고의 남자배우상
- 뉴 문 - 로버트 패틴슨 수상
- 디어 존 - 채닝 테이텀
- 해리 포터와 혼혈 왕자 - 다니엘 래드클리프
- 뉴 문 - 테일러 로트너
- 17 어게인 - 잭 에프론

### 최고의 여자배우상
- 뉴 문 - 크리스틴 스튜어트 수상
- 디어 존 - 아만다 사이프리드
- 해리 포터와 혼혈 왕자 - 엠마 왓슨
- 블라인드 사이드 - 산드라 블록
- 아바타 - 조 샐다나

### 주목할만한 배우상
- 인 디 에어 - 안나 켄드릭 수상
- 스타 트렉: 더 비기닝 - 크리스 파인
- 프레셔스 - 가보리 시디베
- 퍼시 잭슨과 번개 도둑 - 로건 레먼
- 블라인드 사이드 - 퀸튼 아론
- 더 행오버 - 자흐 갈리피아나키스

### 최고의 키스상
- 뉴 문 - 로버트 패틴슨 수상
- 런어웨이즈 - 크리스틴 스튜어트
- 프로포즈 - 산드라 블록 & 라이언 레이놀즈
- 발렌타인 데이 - 테일러 스위프트 & 테일러 로트너
- 아바타 - 조 샐다나

### 최고의 싸움상
- 옵세스 - 비욘세 수상
- 엑스맨 탄생: 울버린 - 휴 잭맨 & 리브 쉐레이버 vs 라이언 레이놀즈
- 퍼시 잭슨과 번개 도둑 - 로건 레먼 vs 제이크 아벨
- 셜록 홈즈 - 로버트 다우니 주니어 vs 마크 스트롱
- 아바타 - 샘 워싱턴 vs 스티븐 랭

### 최고의 악당상
- 해리 포터와 혼혈 왕자 - 톰 펠튼 수상
- 바스터즈: 거친 녀석들 - 크리스토프 왈츠
- 이상한 나라의 앨리스 - 헬레나 본햄 카터
- 더 행오버 - 켄 정
- 아바타 - 스티븐 랭

### 최고의 코믹연기상
- 더 행오버 - 자흐 갈리피아나키스 수상
- 박물관이 살아있다 2 - 벤 스틸러
- 더 행오버 - 브래들리 쿠퍼
- 프로포즈 - 라이언 레이놀즈
- 프로포즈 - 산드라 블록

### 최고의 공포연기상
- 죽여줘! 제니퍼 - 아만다 사이프리드 수상
- 드래그 미 투 헬 - 알리슨 로먼
- 좀비랜드 - 제시 아이젠버그
- 파라노말 액티비티 - 케이티 피더스턴
- 디스트릭트 9 - 샬토 코플리

### 최고의 액션 스타상
- 비 수상
- 안젤리나 졸리
- 채닝 테이텀
- 크리스 파인
- 샘 워싱턴

### 글로벌 슈퍼스타 상
- 로버트 패틴슨 수상
- 다니엘 래드클리프
- 조니 뎁
- 크리스틴 스튜어트
- 테일러 로트너

### 최고의 황당한 순간상
- 더 행오버 - 켄 정 수상
- 프로포즈 - 베티 화이트
- 좀비랜드 - 빌 머레이
- 트랜스포머: 패자의 역습 - 이사벨 루카스
- 죽여줘! 제니퍼 - 메간 폭스

### MTV 제너레이션상
- 산드라 블록 수상